# Auguste Lacaussade

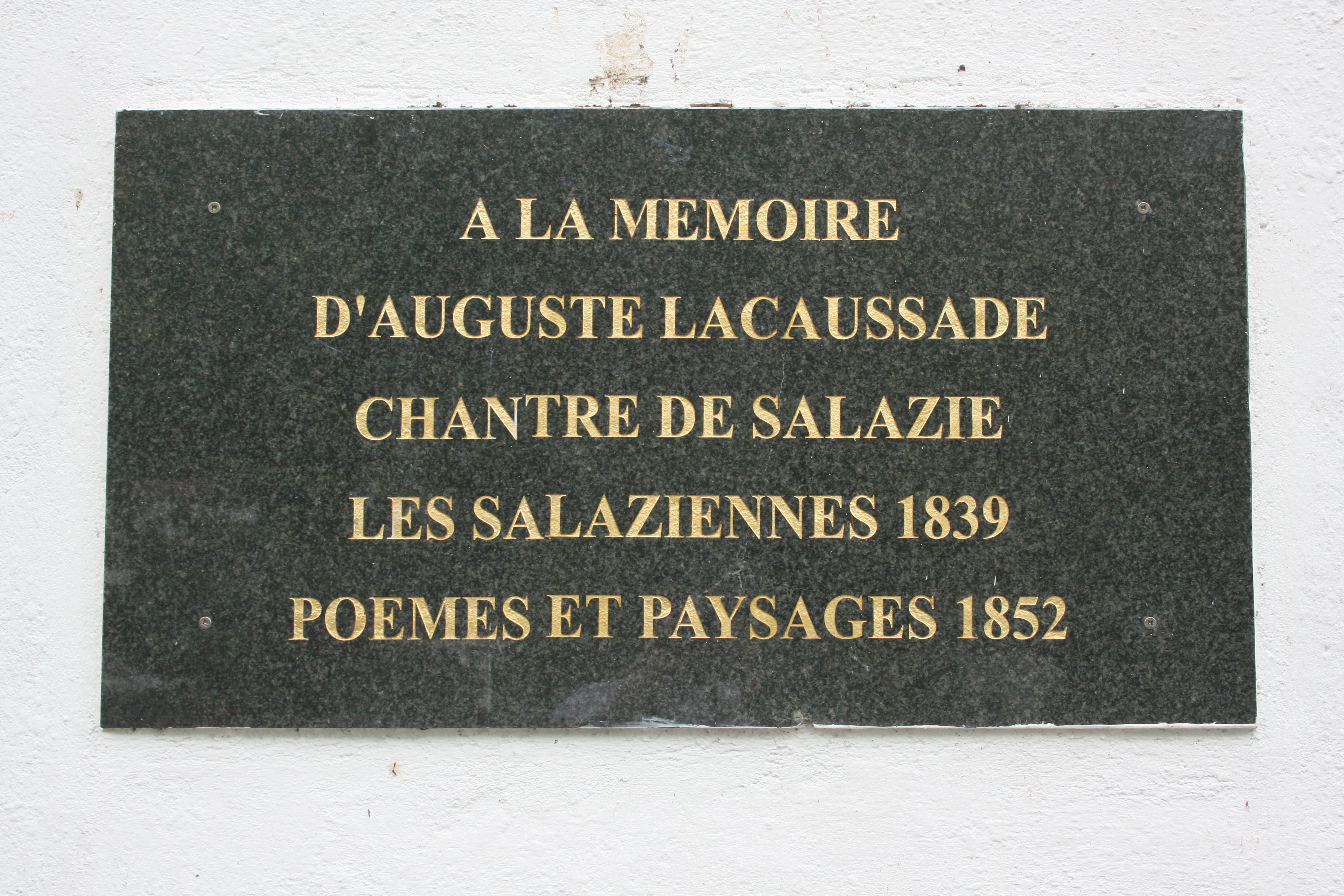
Una placca commemorativa a Hell-Bourg.

Auguste Lacaussade (Saint-Denis, 8 febbraio 1815 – Parigi, 31 luglio 1897) è stato un poeta francese.

## Biografia
Auguste Lacaussede era figlio di Pierre-Augustin Cazenave de Lacaussade, avvocato di un gran casato di Bordeaux, e di una meticcia Fanny-Lucile dite Desjardins. Pertanto aveva un quarto di sangue di colore, fatto che segnerà profondamente la sua vita.
All'età di dieci anni, gli fu vietato l'ingresso al Collegio Royal, a causa dell'illegittimità dei suoi natali. Così va a studiare a Nantes dopo aver trascorso i primi anni della sua vita a Champ-Borne.
Conobbe Leconte de Lisle ed essi rimasero uniti fino alla morte di Leconte de Lisle.

## Opere
- Les Salaziennes (1839), dedicato a Victor Hugo.
- Poèmes et paysages (1852)
- Les Épaves (1861)
- Cri de guerre; Væ Victoribus (1871)
- Le siège de Paris (1871)
- Les poésies de Léopardi, adaptées en vers fr. (1888)

## Decorazioni
- Cavaliere della Legione d'onore.
- Ufficiale dell'istruzione pubblica
- Cavaliere dell'ordine di San Maurizio e Lazzaro